# Serrat de la Savina
El Serrat de la Savina és un serrat del municipi d'Isona i Conca Dellà a la comarca del Pallars Jussà.
És un serrat que s'estén longitudinalment de nord-est a sud-oest. Pel seu costat nord dona a la vall del riu d'Abella, i pel sud a la del barranc del Llinar. Per la part oriental enllaça, al Pas de Finestres i al Roc del Pas de Finestres, amb la Sedella. La carretera L-511 (Isona-Coll de Nargó) recorre tot el seu vessant sud-oriental, des del peu de la vall d'Abella fins al Pas de Finestres.
Es tracta d'un topònim romànic descriptiu: el serrat pren el nom de l'arbre anomenat savina, o bé pel fet que n'hi havia un de molt destacat, o perquè era una mena d'arbre molt abundós en aquell lloc.